# Cédric Mouret
Cédric Mouret (Avignone, 26 marzo 1978) è un ex calciatore francese, di ruolo centrocampista o attaccante.

## Carriera

### Club
Nel 1996 con l'Under-18 vince l'europeo giocato in Lussemburgo e in Francia. Nell'ottobre del 1998 subisce la rottura dei legamenti crociati. Nel 1999, in forza all'Olympique Marsiglia, raggiunge la finale della Coppa UEFA, perdendo contro il Parma.

## Palmarès

### Nazionale
- Campionato europeo di calcio Under-19: 1

Francia-Lussemburgo 1996